# Rietstengelgalmug
De rietstengelgalmug (Giraudiella inclusa) is een muggensoort uit de familie van de galmuggen (Cecidomyiidae). De wetenschappelijke naam van de soort is voor het eerst geldig gepubliceerd in 1862 door Frauenfeld.